# Hurtsmile
Hurtsmile ist eine US-amerikanische Hard-Rock-Band um Extreme-Sänger Gary Cherone.

## Geschichte
Die Band wurde 2007 von Gary Cherone als Sänger mit seinem Bruder Mark gegründet. Gary und Mark Cherone hatten schon bei Slip Kid, einer Tributband für The Who zusammengespielt. Bassist Joe Pessia war bei Tantric aktiv und war auch Bassist bei Nuno Bettencourts Band DramaGods. Schlagzeuger Dana Spellman war ein Schüler des früheren Extreme-Schlagzeugers Mike Mangini. Zunächst wurden einige Demos herausgebracht, wegen der Aktivitäten Gary Cherones bei Extreme musste die Band jedoch zeitweise pausieren. Nach dem Extreme-Album Saudades de Rock (2008) bekam Nuno Bettencourt das Angebot, mit Rihanna auf Tournee zu gehen, so konnte Gary Cherone sich wieder um Hurtsmile kümmern. 2011 erschien das selbstbetitelte Album.
Der Name Hurtsmile stammt von Gary Cherone. In einem Interview mit "Metal Shrine"  erklärte er, der Ausdruck komme aus seiner Jugend. Er stamme aus der Situation, wenn sich jemand beim Footballspiel verletzt gehabt habe und nicht vor den anderen habe heulen wollte. Dann habe derjenige versucht, trotzdem zu lachen, auch wenn es weh getan habe, da man den Schmerz jedoch nicht ganz habe verstecken können, hätten die anderen Kinder „Hurtsmile, Hurtsmile!“ gerufen.
Im Zuge einer Crowdfunding-Kampagne entstand das zweite Album der Band, Retrogrenade, das 2014 veröffentlicht wurde.

## Diskografie
- 2011: Hurtsmile
- 2014: Retrogrenade